# Cascata do Pomarinho
A Cascata do Pomarinho faz parte de um conjunto de três cascatas (Cascata do Pego do Inferno e Cascata da Torre) formadas em tufos calcários existentes na ribeira da Asseca em Santo Estêvão, perto de Tavira, no Algarve, em Portugal. Tufo calcário é um tipo de rocha formada em águas de origem cársica que após perderem dióxido de carbono ficam sobressaturadas em carbonato de cálcio que se acumula no fundo de cursos de água, em cascatas, lagos ou qualquer outro ambiente aquático.